# Loftus-Gletscher
Der Loftus-Gletscher ist ein Talgletscher im ostantarktischen Viktorialand. Er fließt zwischen Mount Weyant und Mount McLennan in der Asgard Range zum Newall-Gletscher.
Das Advisory Committee on Antarctic Names benannte ihn 1964 nach dem US-amerikanischen Journalisten Leo G. Loftus (1923–2008), der zwischen 1959 und 1964 auf der McMurdo-Station tätig war.